# Leonardo Caffo
Œuvres principales
Il maiale non fa la rivoluzione (2013)
Leonardo Caffo, né le 22 novembre 1988 à Catania en Italie, est un philosophe, journaliste et écrivain italien.

## Biographie
Leonardo Caffo a fait des études de philosophie à l'Université de Milan puis a obtenu un PhD à l'Université de Turin en 2014. Il a ensuite travaillé au Laboratoire d'Ontologie de Turin auprès du philosophe théorétique Maurizio Ferraris.
Il a été membre de l’Oxford Centre for Animal Ethics (institut dépendant de l'Université d'Oxford) ainsi que visiteur à l'Université Jawaharlal-Nehru en Inde et chef de séminaire à l'Université de Cassel en Allemagne.
Caffo enseigne aujourd'hui l'ontologie et la théorie du projet à l'École polytechnique de Turin. Il donne aussi des cours au sein du département des Arts visuels de la Nouvelle académie des beaux-arts de Milan. En 2015, il a remporté le Prix Frascati pour la philosophie,.
Son livre Il maiale non fa la rivoluzione, publié en 2013, a fait l'objet de vives polémiques dans les médias italiens (notamment dans le quotidien Il Foglio).
Il écrit régulièrement des articles d'opinion sur le journal américain Huffington Post et sur les quotidiens italiens Corriere della Sera et Il Manifesto. Il dirige également la revue Animot: l’altra filosofia aux côtés de Valentina Sonzogni.
En 2014, il est cité sur le quotidien national italien La Repubblica comme un des philosophes européens les plus prometteurs.

## Publications
- Il maiale non fa la rivoluzione, Sonda, 2013.
- A come Animale, éd. Bompiani, 2015.
- Un art pour l'autre, L'Harmattan, 2015.
- La vita di ogni giorno, éd. Einaudi, 2016.
- Fragile Umanità, éd. Einaudi, 2017
- Vegan, éd. Einaudi, 2018
- Costruire Futuri, éd. Bompiani, 2018